# Burlington (Île-du-Prince-Édouard)
Pour les articles homonymes, voir Burlington.
Burlington  est une zone non incorporée dans le comté de Prince dans l'ouest de l'Île-du-Prince-Édouard au nord-est de Kensington.